# Dècada del 70

## Esdeveniments
- Primera guerra Judeoromana (67-73)
- 79 - Erupció del volcà Vesuvi que va sepultar les vil·les romanes de Pompeia i Herculà.

## Personatges destacats
- Vespasià, emperador romà (69-79).
- Titus, emperador romà (79-81).